# Selaginella effusa
Selaginella effusa är en mosslummerväxtart som beskrevs av Arthur Hugh Garfit Alston. Selaginella effusa ingår i släktet mosslumrar, och familjen mosslummerväxter. Utöver nominatformen finns också underarten S. e. dulongjiangensis.